# Shisuikai
Das Shisuikai (japanisch 志帥会) war eine Faktion innerhalb der japanischen Liberaldemokratischen Partei (LDP). Zuletzt stand sie von 2012 bis zur Auflösung unter dem Vorsitz von Toshihiro Nikai und wird daher meist als Nikai-Faktion (二階派 Nikai-ha) bezeichnet.
Das Shisuikai entstand im März 1999 als Zusammenschluss der ehemaligen Faktion von Michio Watanabe, dem Seisaku Kagaku Kenkyūjo, mit der Kamei-Gruppe von Shizuka Kamei, einer Abspaltung des Seiwa Seisaku Kenkyūkai. Im Streit um die von Premierminister Jun’ichirō Koizumi initiierte Postprivatisierung verlor das Shisuikai einige Mitglieder, die die Privatisierung ablehnten, darunter den damaligen Faktionsvorsitzenden Shizuka Kamei.
Im November 2009 – wenige Monate nach dem LDP-Machtverlust als Ergebnis der Unterhauswahl 2009 – traten die Abgeordneten der Nikai-Gruppe („Neue Welle“) dem Shisuikai bei.
Im Zuge des Kickback-Skandals um schwarze LDP-Faktionskassen 2023/2024 löste sich die Nikai-Faktion wie die meisten LDP-Faktionen als formale politische Gruppierung auf. Die endgültige politische Auflösung erfolgte im April 2024, die juristisch-technische Abwicklung zog sich noch ins Jahr 2025.

## Vorsitzende
- Masakuni Murakami (1998–1999; Murakami-Kamei-Faktion)
- Takami Etō (1999–2003; Etō-Kamei-Faktion)
- Shizuka Kamei (2003–2005; Kamei-Faktion)
- Bunmei Ibuki (2005–2012; Ex-Kamei-Faktion→Ibuki-Faktion)
- Toshihiro Nikai (2012–2024; Nikai-Faktion)